# Пустовіт Любов Омелянівна
Пустовіт Любов Омелянівна (1949—1999) — українська мовознавиця, доктор філологічних наук (1993), професор (1997).

## Діяльність
Свою наукову діяльність Любов Пустовіт присвятила дослідженню української стилістики, лексикографії, лексикології. У 1973 році закінчила Державний університет імені Т.Шевченка. У 1978 році захистила кандидатську дисертацію «Лексико-семантична структура метафори (на матеріалі сучасної української поезії)», а в 1993 — докторську дисертацію на тему «Словник української поезії другої половини XX століття (семантико-функціональний аспект)», на матеріалі якої і підготовлено монографію.
Любов Пустовіт займалася дослідженням образних засобів сучасної поетичної мови, темами в галузі української лінгвостилістики, вивчала культуру мови та соціолінгвістику. Вона опублікувала 70 наукових праць, була невтомним керівником і сумлінним автором проекту «Бібліотека державного службовця». За її життя вийшло 5 книг цієї серії, зокрема «Новий російсько-український словник-довідник», «Новий російсько-український словник-довідник юридичної, банківської, фінансової, бухгалтерської та економічної сфери», «Універсальний довідник-практикум з ділових паперів», «Словник епітетів української мови» та інші. Їй належить ініціатива та авторство програми з соціолінгвістики для вишів України. Вона підготувала 10 кандидатів і 2 доктори наук, була членом спеціалізованих учених рад для захисту дисертацій на здобуття ступеня доктора філологічних наук при Інституті української мови НАН України, Інституті мовознавства імені О. О. Потебні НАН України та Київському національному університеті імені Тараса Шевченка, головою державних екзаменаційної комісій у Сімферополі, Дрогобичі, Львові, Тернополі, Донецьку, офіційним опонентом на численних захистах кандидатських і докторських дисертацій. Брала активну участь в суспільно-політичному житті.

### Праці
Співавтор монографії «Семантична структура і функціонування лексики української літературної мови» (1993)
Співавтор словників:
- «Новий російсько-український словник-довідник» (1996);
- «Новий російсько-український словник-довідник юридичної, банківської, фінансової, бухгалтерської та економічної сфери» (1998);
- «Словник епітетів української мови» (1998);
- «Універсальний довідник-практикум з ділових паперів» (1999);
- «Словник іншомовних слів та термінологічних словосполучень» (2000).[2]